# Warbstow
Warbstow – wieś w Anglii, w Kornwalii. Leży 95 km na północny wschód od miasta Penzance i 322 km na zachód od Londynu. W 2001 miejscowość liczyła 439 mieszkańców.